# Michael Bradley
Michael Bradley (nascut a Princeton, Nova Jersey, Estats Units, el 31 de juliol del 1987) és un futbolista estatunidenc que actualment juga de centrecampista al Borussia Mönchengladbach de la Bundesliga i per la selecció dels Estats Units. Bradley és fill de l'actual seleccionador dels Estats Units, Bob Bradley.